# Vintl
Vintl (wł. Vandoies) – miejscowość i gmina we Włoszech, w regionie Trydent-Górna Adyga, w prowincji Bolzano (Tyrol Południowy).
Liczba mieszkańców gminy wynosiła 3242 (dane z roku 2009). Język niemiecki jest językiem ojczystym dla 97,91%, włoski dla 1,89%, a ladyński dla 0,2% mieszkańców (2001).